# العلاقات القرغيزستانية الكيريباتية
العلاقات القيرغيزستانية الكيريباتية هي العلاقات الثنائية التي تجمع بين قيرغيزستان وكيريباتي.

## مقارنة بين البلدين
هذه مقارنة عامة ومرجعية للدولتين:
| وجه المقارنة                                              | قيرغيزستان                      | كيريباتي                        |
| --------------------------------------------------------- | ------------------------------- | ------------------------------- |
| المساحة (كم2)                                             | 199.95 ألف                      | 811                             |
| عدد السكان (نسمة)                                         | 6.20 مليون                      | 116.40 ألف                      |
| الكثافة السكانية (ن./كم²)                                 | 31.01                           | 14.35 ألف                       |
| العاصمة                                                   | بيشكك                           | جنوب تاراوا                     |
| اللغة الرسمية                                             | اللغة الروسية، اللغة القيرغيزية | لغة إنجليزية، اللغة الكيريباتية |
| العملة                                                    | سوم قيرغيزستاني                 | دولار كريباتي، دولار أسترالي    |
| الناتج المحلي الإجمالي (بليون دولار)                      | 7.56 مليار                      | 196.15 مليون                    |
| الناتج المحلي الإجمالي (تعادل القوة الشرائية) بليون دولار | 20.45 مليار                     | 224.26 مليون                    |
| الناتج المحلي الإجمالي الاسمي للفرد دولار أمريكي          | 1.10 ألف                        | 1.42 ألف                        |
| الناتج المحلي الإجمالي للفرد دولار أمريكي                 |                                 | 1.81 ألف                        |
| مؤشر التنمية البشرية                                      | 0.655                           | 0.590                           |
| رمز المكالمات الدولي                                      | +996                            | +686                            |
| رمز الإنترنت                                              | .kg                             | .ki                             |
| المنطقة الزمنية                                           | ت ع م+06:00                     |                                 |

## منظمات دولية مشتركة
يشترك البلدان في عضوية مجموعة من المنظمات الدولية، منها:
| علم المنظمة | اسم المنظمة                   | تاريخ انضمام قيرغيزستان | تاريخ انضمام كيريباتي |
| ----------- | ----------------------------- | ----------------------- | --------------------- |
|             | بنك التنمية الآسيوي           | 1994                    | 1974                  |
|             | مؤسسة التنمية الدولية         | 24 سبتمبر 1992          | 2 أكتوبر 1986         |
|             | يونسكو                        | 2 يونيو 1992            | 24 أكتوبر 1989        |
|             | الأمم المتحدة                 | 2 مارس 1992             | 14 سبتمبر 1999        |
|             | الاتحاد البريدي العالمي       | ?                       | ?                     |
|             | البنك الدولي للإنشاء والتعمير | 18 سبتمبر 1992          | 29 سبتمبر 1986        |
|             | الاتحاد الدولي للاتصالات      | 20 يناير 1994           | 3 نوفمبر 1986         |
|             | منظمة حظر الأسلحة الكيميائية  | ?                       | ?                     |
|             | مؤسسة التمويل الدولية         | 11 فبراير 1993          | 2 أكتوبر 1986         |

## وصلات خارجية
- موقع وزارة الخارجية القيرغيزستانية